# Gareth Stedman Jones
Gareth Stedman Jones (17 de diciembre de 1942) es un historiador y profesor universitario británico. Se ha especializado en el estudio del pensamiento político de la Europa moderna y la historia económica e intelectual europea desde la época de las revoluciones burguesas.

## Primeros estudios
Sus primeros estudios los realiza en la escuela de St. Paul. A la edad de 22 años recibió una beca para el ingreso en el Lincoln College, Universidad de Oxford, donde se graduó como licenciado en Historia. Hacia 1970, Stedman Jones pasó al Nuffield College, de la misma Universidad, para recibir el título de DPhil (Philosophiae doctor). Hasta 1974 trabajó en dicha institución como investigador histórico. Entre 1971 y 1972 fue miembro senior asociado de la Universidad de San Antonio, Oxford. Y entre 1973 y 1974 fue becario de la Fundación Alexander von Humboldt, del Departamento de Filosofía de la Universidad Goethe, Frankfurt.
En 1974 se trasladó a Cambridge, convirtiéndose en un miembro del King College de la Universidad de Cambridge y, desde 1979 hasta 1986, en profesor de historia de dicha institución. Entre 1986 y 1997 se desempeñó como profesor adjunto de Historia del Pensamiento Social de la Universidad de Cambrigde. Desde 1991, se ha desempeñado como codirector del Centro para la Historia y Economía en King y ha ocupado el cargo de profesor de Ciencias Políticas desde 1997. De 1964 a 1981 fue miembro del Consejo Editorial de la New Left Review, revista en la que ha escrito varios artículos (algunos de ellos citados en la bibliografía). Él es un cofundador de la Historia Workshop Journal en 1976. 
Desde 2010 hasta hoy día se desempeña como profesor de Historia de las Ideas en el Queen Mary, Universidad de Londres.

## Influencias y posturas historiográficas
Las posturas historiográficas de Stedman Jones han estado fuertemente influenciadas, como varios de sus colegas compatriotas que forman parte de una misma generación, por las ideas del historiador marxista inglés Edward Palmer Thompson (1924-1993). Dicho historiador es considerado uno de los pilares del llamado socialismo humanista, dándole a esa corriente un carácter marcadamente británico. En concordancia con el pensamiento de los historiadores marxistas ingleses, Stedman Jones ha señalado la importancia de salvar la distancia que la historia y la sociología positivistas han establecido entre ellas. En ese sentido ha realizado una fuerte crítica a los historiadores que sólo ven en la sociología una fuente de métodos y teorías. También critica a los sociólogos que no ven en la historia más que una fuente de datos cronológicos o un simple relato del pasado. El autor considera que no se trata de materias independientes entre sí, sino todo lo contrario, y que bien concebidas llegan a ser una misma cosa.
Estas concepciones inevitablemente chocan con la tradición historiográfica británica, y la anglosajona en general, de fuerte arraigo positivista. 

## Obra édita

### Libros
Outcast London: A study in the relationship between Classes in Victorian Society. Oxford, 1971. Reimpreso con nuevo prefacio en 1984. Reeditado en 1992, Harmondsworth y en 2002 Ediciones Open University. 
Languages of Class: Studies in English Working Class History, 1832-1982. Cambridge, 1983.En 1989 aparece la edición en español Lenguajes de clase. Estudios sobre la historia de la clase obrera inglesa (1832-1982).
Klassen, Politik, Sprache. Editado por P. Schöttler, Munster, 1988.
Charles Fourier: la teoría de los cuatro movimientos. Traducido por I. Patterson. Cambridge. 1994.
Karl Marx and Friedrich Engels, The Communist Manifesto, Harmondsworth, 2002.
An End to Poverty? A historical debate. Londres, Profile Books, July 2004.
Religion and the Political Imagination. Coeditado con Ira Katznelson. Cambridge. 2010.
Cambridge History of Nineteenth Century Political Thought. En coautoría con Gregory Claeys. 2011.  Cambridge University Press. h

### Artículos
«The Marxism of the Early Lukacs.» New Left Review 70 (noviembre-diciembre 1971). Reimpreso en Western Marxism: A Critical Reader. Ed. New Left Review. Londres 1977.
Louis Althusser and the Struggle for Marxism. Eds. The Unknown Dimension. En coautoría con Robin Blackburn.
«Reconsideración del socialismo utópico» En Historia popular y teoría socialista. 1984. Editorial Crítica. 
The Redemptive Powers of Violence? Carlyle, Marx and Dickens. Eds. Colin Jones, Josephine McDonagh & Jon Mee, Palgrave Macmillan, 2009.
«Il Socialismo nella Storia Religiosa Europea.» En Pensare la Contemporaneità Studi di Storia Italiana. Ed Europea por Mariuccia Salvati, Viella, Roma, 2011.
«The return of language: radicalism and the British historians 1960-1990.» En  Political Languages in the Age of Extremes. Ed. W. Steinmetz, Oxford University Press, 2011.